# Berlin-Krise

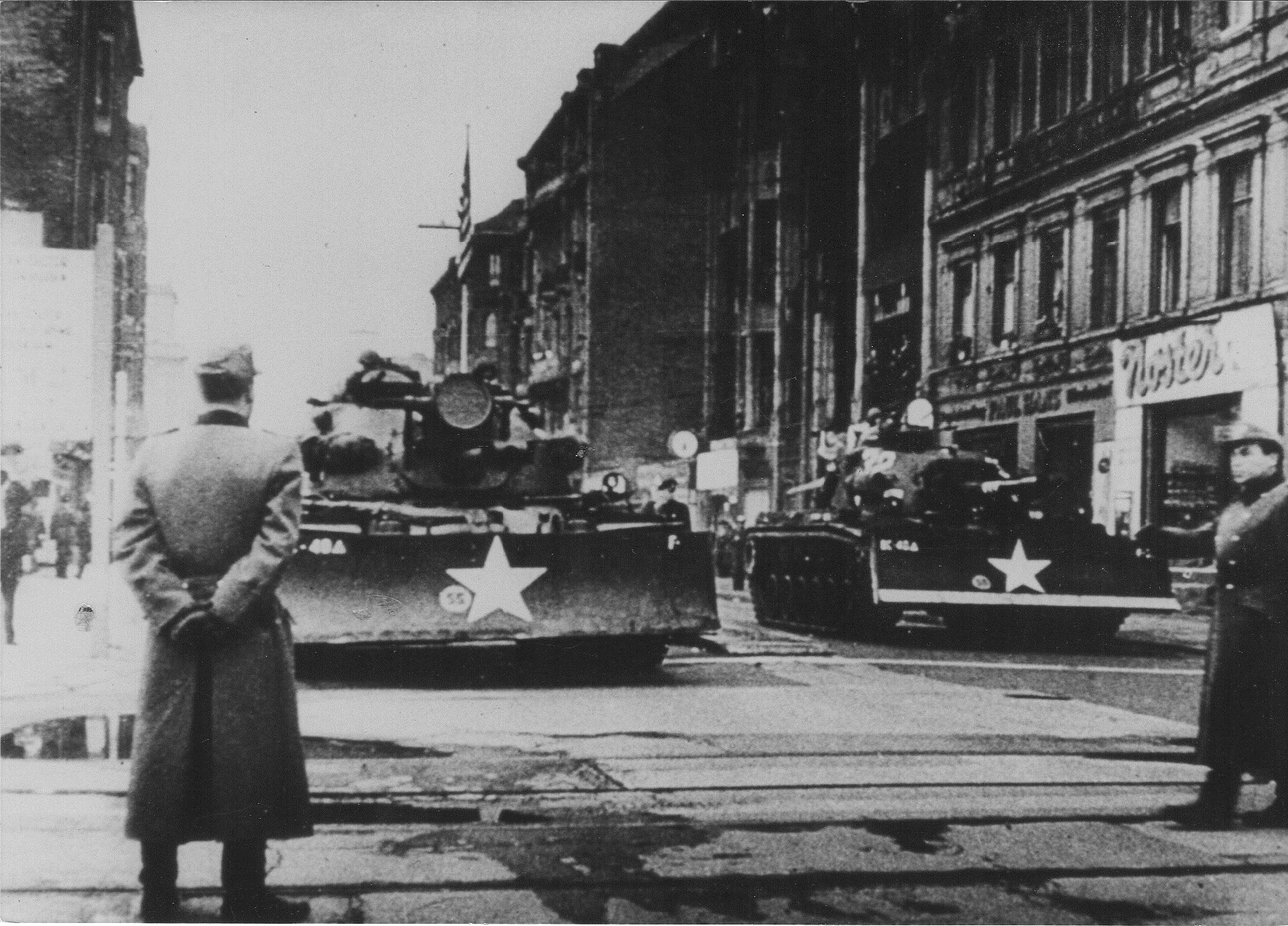
M48-Panzer der US-Streitkräfte am Checkpoint Charlie, 27. Oktober 1961; der weiße Streifen markiert die Grenze des Amerikanischen Sektors.

Die Berlin-Krise, auch zweite Berlin-Krise genannt, begann am 27. November 1958, als die Sowjetunion unter Nikita S. Chruschtschow eine Note an die drei westlichen Besatzungsmächte Berlins, die USA, Großbritannien und Frankreich, richtete. In der Note wurde angekündigt, dass die Sowjetunion der DDR die Kontrolle über die Verbindungswege zwischen Westdeutschland und West-Berlin übertragen werde, sollte nicht innerhalb eines halben Jahres eine alliierte Übereinkunft zustande kommen, mit der West-Berlin in eine Freie Stadt verwandelt würde. Diese Note verknüpfte die Berlin-, die Deutschland- und die Abrüstungsthematik; sie wird als Chruschtschow-Ultimatum oder Berlin-Ultimatum bezeichnet.

## Vorgeschichte
Grundlage für diese Note war die Aufkündigung des Viermächtestatus für Berlin und Gesamtdeutschland durch die Sowjetunion. Zwei Wochen zuvor, am 10. November 1958, hielt Chruschtschow im Moskauer Sportpalast eine Rede, in der er behauptete:

„Die Imperialisten haben die deutsche Frage zu einer ständigen Quelle internationaler Spannungen gemacht […]. Man muss offen sagen, dass der Militarismus in Westdeutschland nicht nur nicht beseitigt ist, sondern im Gegenteil sein Haupt immer höher hebt […] Reden von Bundeskanzler Konrad Adenauer und Verteidigungsminister Franz Josef Strauß, die atomare Bewaffnung der Bundeswehr und verschiedene Manöver verweisen auf einen deutlichen politischen Trend der herrschenden Kreise Westdeutschlands […]. Offensichtlich ist die Zeit gekommen, dass die Mächte, die das Potsdamer Abkommen unterzeichneten, auf die Reste des Besatzungsregimes in Berlin verzichten und damit die Möglichkeit geben, eine normale Lage in der Hauptstadt der Deutschen Demokratischen Republik zu schaffen. Die Sowjetunion ihrerseits wird alle Funktionen in Berlin, die noch sowjetischen Organen obliegen, an die souveräne Deutsche Demokratische Republik übertragen.“

## Note und Reaktion der Westmächte
In der Note forderte die sowjetische Führung die Umwandlung West-Berlins in eine „selbständige politische Einheit“ zu einer sogenannten Freien Stadt, die entmilitarisiert sein sollte. Sie bestand auf einem Abzug der Truppen der Westalliierten aus West-Berlin und formulierte so die Drei-Staaten-Theorie.
Die sowjetische Note brachte die USA in ein Dilemma. Wenn die USA nachgeben würden, setzen sie ihr Prestige als Ordnungsmacht in Europa aufs Spiel. Jedoch bahnte sich eine erneute Berlin-Blockade an, wenn die US-Administration standhaft bliebe. In diesem Fall hatte die Regierung unter Präsident Eisenhower schon 1954 beschlossen, einer neuen Berlin-Blockade mit begrenzten militärischen Mitteln statt mit einer Luftbrücke zu begegnen. Kleinere bewaffnete Konvois sollten dabei den Durchbruch versuchen. Bei andauernder Blockade wollte die US-Regierung mit einem Atomschlag drohen. Die US-Regierung entschloss sich jedoch, die militärische Option nicht wahrzunehmen. So bekräftigten die Außenminister der drei Westmächte Frankreich, Vereinigtes Königreich und USA sowie der Bundesrepublik Deutschland auf einer Konferenz in Paris am 14. Dezember 1958 ihre Entschlossenheit, ihre Rechte in Berlin zu wahren.
Am 16. Dezember 1958 erklärten die Außenminister der NATO-Staaten nochmals die Zugehörigkeit Berlins (West) zum Schutzbereich des NATO-Bündnisses. Zwei Tage später protestierte auch die Versammlung der Westeuropäischen Union (WEU) in Paris gegen die ultimative Drohung der Sowjetunion in der Berlin-Frage.
Das Kabinett Adenauer III lehnte in einer Note an die Sowjetunion am 5. Januar 1959 die Errichtung einer „Freien Stadt West-Berlin“ und die Anerkennung der DDR sowie eine Konföderation der beiden deutschen Staaten ab. Die Sowjetunion legte daraufhin am 10. Januar einen Entwurf für einen Friedensvertrag mit Deutschland vor. Außenminister Heinrich von Brentano wies diesen Vorschlag sofort zurück, in dem die 29 Teilnehmerstaaten des Krieges gegen Deutschland sowie die Bundesrepublik und die DDR aufgefordert wurden, innerhalb von zwei Monaten eine Friedenskonferenz unter deutscher Beteiligung einzuberufen.
Von Mai bis August 1959 kamen die Außenminister der Vier Mächte in Genf zu einer „Deutschlandkonferenz“ zusammen. Delegationen der Bundesrepublik Deutschland und der Deutschen Demokratischen Republik nahmen als Beobachter teil. US-Präsident Dwight D. Eisenhower bezeichnete die Respektierung der Rechte und Pflichten der Westmächte in Berlin als Mindestbedingung für seine Teilnahme an einer Gipfelkonferenz mit der Sowjetunion.
Die Sowjetunion stärkte im Mai 1959 ihre Verhandlungsposition mit der geheimen Stationierung von atomar bestückten Raketen des Typs R-5M in Vogelsang und Fürstenberg/Havel. Nach bilateralen Verhandlungen von Eisenhower mit Chruschtschow wurden sie im August 1959 wieder abgezogen. Es ist unklar, ob dies eine Reaktion auf die Stationierung von amerikanischen Atom-U-Booten vor den wichtigsten Basen der sowjetischen Pazifikflotte war, auf die Gefahr der Enttarnung der sowjetischen Stationierung in der DDR, den möglichen Ersatz der R-5M durch die modernere R-12 (Rakete) oder auf Gegenleistungen zur militärischen Deeskalation beruhte.
Am 8. September 1959 benannte Berlins Regierender Bürgermeister, Willy Brandt (SPD), vier Grundsätze der deutschen Berlin-Politik:
- Berlin (West) gehört zum freien Teil Deutschlands.
- Das Selbstbestimmungsrecht der Berliner darf nicht geschmälert werden.
- Vier-Mächte-Verantwortung in und für Berlin;
- Recht auf freien Zugang nach Berlin.

Als militärische Reaktion gründeten die westlichen Alliierten die geheime Organisation Live Oak, deren Aufgabe die Planung von Gegenmaßnahmen im Falle neuer sowjetischer Behinderungen auf den Transitwegen war. Sie bestand bis zum 2. Oktober 1990.

## Neue Forderungen
Chruschtschow reagierte im Januar 1959 mit der Forderung, einen Friedensvertrag mit Gesamtdeutschland abzuschließen. Gleichzeitig sollte die NATO einem gesamteuropäischen Sicherheitssystem, dem sich Deutschland anschließen könne, weichen. Die Sowjetunion drohte im März des gleichen Jahres, dass sie mit der DDR einen separaten Friedensvertrag unterzeichnen und ihr die staatliche Souveränität übertragen würde, falls die Forderungen nicht innerhalb von sechs Monaten erfüllt würden, sodass sie die Kontrolle über alle Verkehrswege nach West-Berlin hätte. Damit sollte versucht werden, die Fluchtbewegung von Ost nach West über West-Berlin zu stoppen. Außerdem drohte die Sowjetunion mit einem Krieg, an dem sich alle Staaten des Warschauer Paktes beteiligen würden. Die Reaktion der drei Westmächte und des Regierenden Bürgermeisters Brandt war entschiedene Ablehnung, sodass das Ultimatum nach einem halben Jahr ergebnislos verstrich.
Bei seinem ersten Treffen mit dem neuen US-Präsidenten John F. Kennedy am 3. und 4. Juni 1961 in Wien erneuerte Chruschtschow das Berlin-Ultimatum. Kennedy konterte in einer Rundfunk- und Fernsehansprache am 25. Juli 1961 mit den Three Essentials, den drei unabdingbaren Grundsätzen:
1. das unantastbare Recht der Westmächte auf Anwesenheit in ihren jeweiligen Sektoren West-Berlins
2. das Zugangsrecht der Westmächte zur ehemaligen Reichshauptstadt Berlin
3. die Wahrung der Sicherheit und der Rechte der Bürger West-Berlins durch die westlichen Besatzungsmächte.

Die Three Essentials wurden im Juni 1972 mit dem Inkrafttreten des Viermächteabkommens über Berlin gesichert.

## Folgen

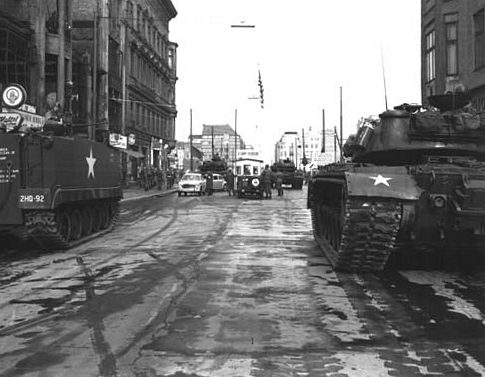
Konfrontation sowjetischer und US-amerikanischer Panzer am 27. Oktober 1961

Da die Sowjetunion mit dem Einsatz von Atomwaffen rechnen musste, wenn sie gewaltsam gegen die Alliierten in West-Berlin vorginge, änderte sie ihre Vorgehensweise. Anfang August 1961 nahm der Politische Beratende Ausschuss des Warschauer Paktes den Vorschlag der SED-Führung und der Sowjetunion, West-Berlin abzuriegeln, zur Kenntnis. Am 13. August 1961 folgte dann der Mauerbau, mit der Hoffnung die Westmächte zu Zugeständnissen zu bewegen. Als Folge dieses Versuchs, alliierte Rechte der Westmächte in Berlin einzuschränken, standen sich am 27. Oktober 1961 sowjetische und amerikanische Panzer am „Checkpoint Charlie“ gefechtsbereit gegenüber. Heute weiß man, dass die Kommandeure beider Seiten den Befehl hatten, ihre Panzer notfalls einzusetzen. Im November 1961 reagierten die USA auf die neuere Berlin-Krise mit der Operation Stair Step. Dabei wurden über 200 Kampfflugzeuge aus den Vereinigten Staaten über Kanada und die Azoren nach Frankreich verlegt und kehrten erst im August 1962 wieder in die USA zurück. Es folgte die Kuba-Krise, und in der Berlin-Krise gab es keine Fortschritte bei der Lösung der gegensätzlichen Positionen. Bis Anfang September 1963 gab es weiterhin Störungen des alliierten Zugangs nach Berlin, allerdings wird heute das Ende der Berlin-Krise mit dem Jahr 1962 angegeben.